# Misal po zakonu rimskoga dvora

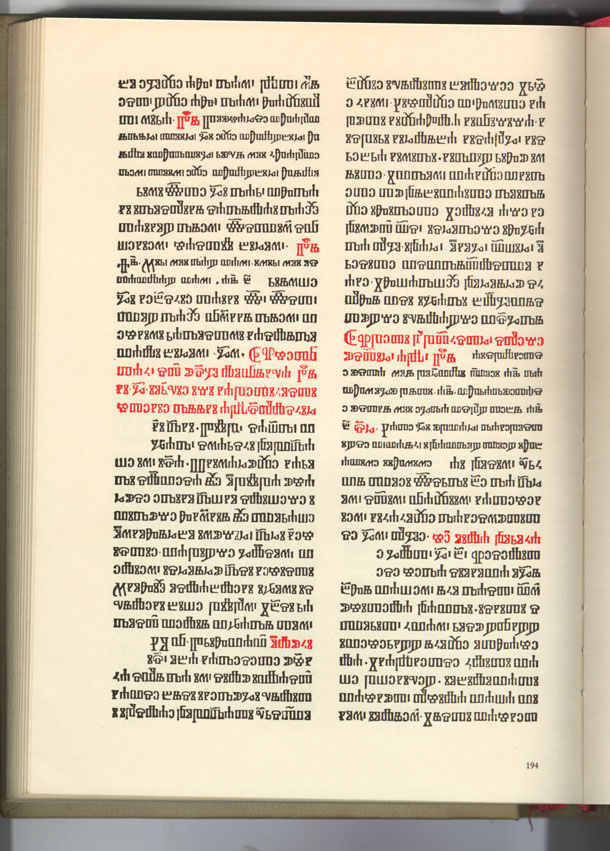
Misal po zakonu rimskoga dvora

Misal po zakonu rimskoga dvora (latin: Missale Romanum Glagolitice) är en missale och inkunabel skriven på kroatiska med glagolitisk skrift. Den trycktes den 22 februari 1483, 28 år efter Gutenbergs Bibel, och är den första tryckta texten på kroatiska samt den första missale tryckt med en annan skrift än den latinska. Boken är en editio princeps och en av sex inkunabler tryckta med glagolitisk skrift.

### Fotnoter
1. ↑  Universitetsbiblioteket i Zagreb Arkiverad 14 november 2013 hämtat från the Wayback Machine. (kroatiska)